# История почты и почтовых марок Ирака
История почты и почтовых марок Ирака охватывает развитие почтовой связи на территории Ирака и соответствующие почтовые системы в древние времена (Ассирия, Персия), в периоды османского, индийского и британского присутствия и с момента образования независимого государства (с 1932). Начиная со второй половины XIX века в стране использовались почтовые марки иностранных государств и их почтовых отделений, а с 1918—1923 годов эмитируются собственные марки. Ирак является членом Всемирного почтового союза (ВПС; с 1929), и его современным почтовым оператором выступает компания Iraqi Post.

## Развитие почты

### Древняя история
Самая ранняя эффективная почта на территории нынешнего Ирака существовала в Ассирии: в различных местах археологи обнаружили множество деловых писем, написанных купцами клинописью на глиняных табличках и вложенных в глиняные конверты с адресом. В XI—X веках до н. э. ассирийская царская почта достигала столиц подчинённых государств.
В VI веке до н. э. почтовая служба Персидской империи (ангарион) связывала центр Двуречья с удалёнными имперскими провинциями и Вавилонию на юге Двуречья — с Сузами, столицей империи.

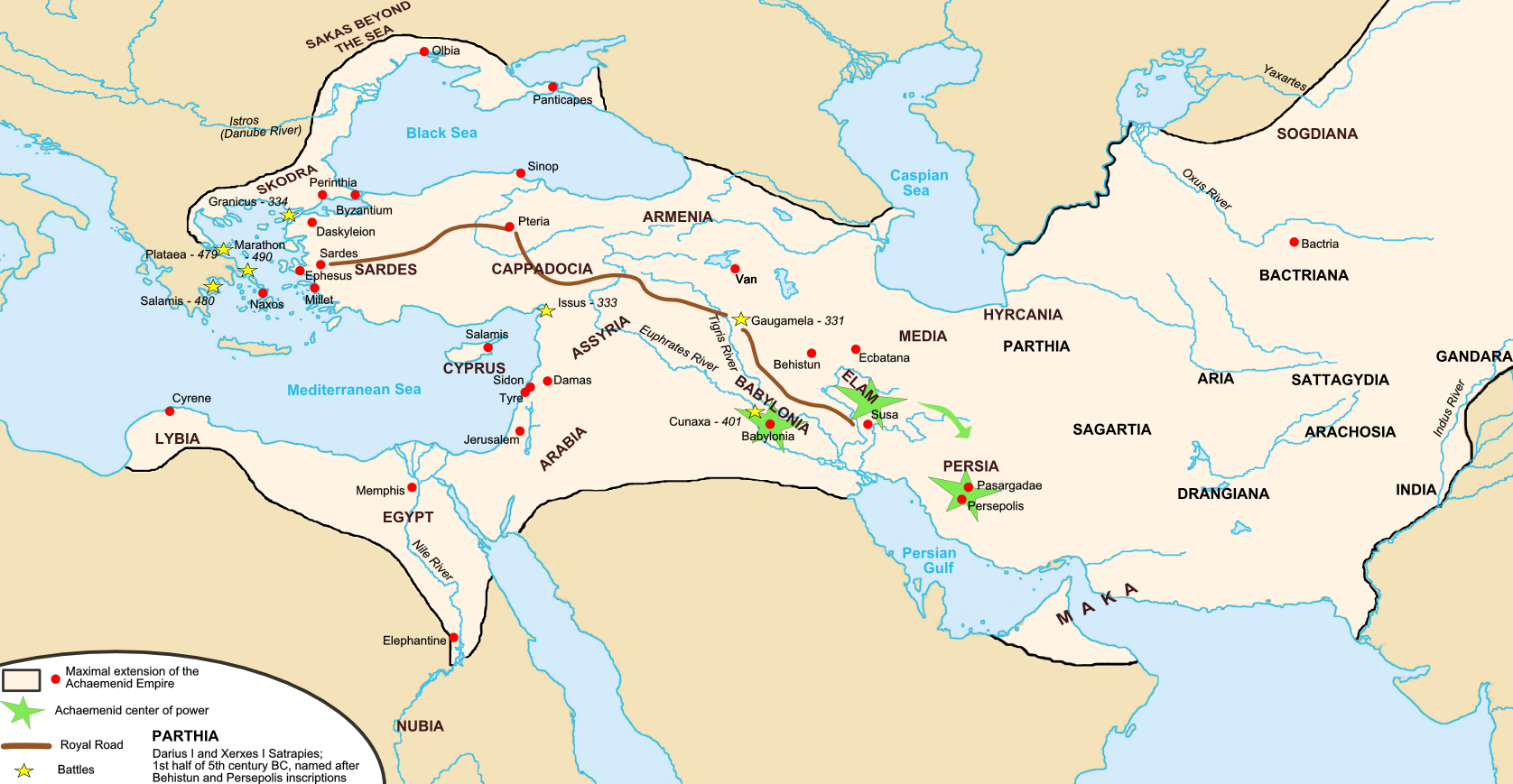
Карта Империи Ахеменидов и Царской дороги, вдоль которой в древности действовала доставка почты (ангарион) по всей территории Персидской империи, включая Двуречье и Вавилонию

### Османское господство
С 1638 по 1918 год, то есть до окончания Первой мировой войны, территория Ирака входила в состав Османской империи, которая разместила там свои почтовые отделения в Багдаде, Басре, Мосуле, Киркуке и других городах начиная приблизительно с 1863 года.
Турецкая почта продолжала работать в Ираке вплоть до 1917 года. Использовавшиеся в почтовом обращении в 1863—1917 годах турецкие марки имели гашения почтовыми штемпелями с указанием города на арабском языке.
В своём стремлении наладить быструю и бесперебойную связь с востоком Великобритания проложила в середине XIX века линию связи из Индии в Басру по морю и в Багдад по дну реки Тигр.

### В XX веке
После четырёх веков пребывания в составе Османской империи Ирак был передан Лигой Наций под контроль Великобритании и стал её мандатной территорией. В 1919 году англичане объединили почтовые отделения и телеграфные конторы в составе одного учреждения, подчинив их Министерству труда.
Почтовая связь собственно Ирака начала работать после получения Великобританией мандата от Лиги Наций в 1920 году и провозглашения в 1921 году под британским мандатом Королевства Ирак.
22 апреля 1929 года Королевство Ирак вступило в ВПС, а в 1932 году получило полную независимость от Великобритании, что повлекло соответствующие изменения в организации почтовой службы в стране.
В начале XX века на лидирующие позиции в области связи стал выдвигаться телефон, и уже в 1920 году в Ираке и на Среднем Востоке появилась первая телефонная станция, рассчитанная на 300 линий. Ещё одна ручная телефонная станция на 500 линий была открыта в Багдаде. В дальнейшем было создано национальное ведомство почтовой, телефонной и телеграфной связи, которое было призвано обеспечивать растущие потребности в области коммуникаций на территории Ирака. На основе этого ведомства в 1997 году была организована Иракская телекоммуникационная и почтовая компания.
В 1975 году был создан Центральный почтамт, который находится в столице Ирака.

### В XXI веке
С началом иракской войны почта единственная из всех государственных ведомств продолжала работать и доставлять корреспонденцию. Однако несколько почтальонов в Багдаде погибли на пике межрелигиозных столкновений, и с тех пор жилые районы суннитов обслуживаются почтальонами-суннитами, а в кварталах шиитов работают только почтальоны-шииты. Для передвижения по своим участкам почтальоны используют мопеды. Поскольку почтовые ящики, как правило, отсутствуют, доставку корреспонденции почтальоны вынуждены делать непосредственно в руки получателей. В январе 2006 года по стране было доставлено 181 507 писем, что составляло небольшую долю по сравнению с мирным временем. При этом всего в Ираке насчитывалось 349 почтовых отделений, работавших шесть дней в неделю. В первые военные годы почтовые отделения стали объектом мародёрства и были практически полностью разграблены. Серьёзные перестановки произошли в руководстве почтовой службы, когда бывшие баасисты были уволены со своих должностей.
Почтальоны, в отличие от довоенного времени, не имеют униформы. Их общее число в стране, по состоянию на 2009 год, было 330 человек, по сравнению со 150 разносчиками почты в 2002 году. В Багдаде в 2009 году работало 130 почтальонов. За годы войны было убито семь почтальонов — трое от взрывов, трое в религиозных стычках и один по неустановленным мотивам. В течение семи лет (2002—2009) количество иракских почтовых работников увеличилось с 1600 до 2864 человек. Тем не менее, в целом, наблюдалось значительное сокращение объёмов почтовых отправлений. Так, в 2001 году, до начала американского вторжения, иракцы послали через почту 148 тонн отправлений и получили из-за рубежа 231 тонну. В 2003 году внутри страны было отправлено 37 тонн корреспонденции, в 2004 — 43 тонны и в 2005 — 54 тонны. Всего с 2002 по 2008 год количество писем и посылок, доставляемых иракской почтой, уменьшилось с десяти до пяти миллионов единиц, а доход почтовой службы снизился с трёх до двух миллиардов динаров ($1,7 млн).
В настоящее время почтовые услуги в стране оказываются компанией Iraqi Post, которая подчинена Иракской телекоммуникационной и почтовой компании.

## Выпуски почтовых марок

### Королевство Ирак

#### Британский мандат
Первыми иракскими почтовыми марками с оригинальными рисунками стала стандартная серия Королевства Ирак, отпечатанная в Англии и вышедшая в 1923 году. В серию из марок 13 номиналов входили почтовые миниатюры восьми оригинальных рисунков, изображавших сцены древней истории и современности, включая ассиро-вавилонские барельефы и ландшафты. Номиналы марок были даны в аннах и рупиях. Надписи на марках гласили: «IRAQ» («Ирак») и «Postage & Revenue» («Почтовый и гербовый сбор»)[≡][≡].
Первой почтовой маркой с изображением короля Фейсала I стала миниатюра номиналом в 1 рупию, увидевшая свет в 1927 году. В 1931 году за ней последовала стандартная серия из 13 марок, также с портретом короля Фейсала I[≡].

#### Независимое королевство
Обретение королевством независимости привело к введению новой валюты — филсов и динаров. При этом на имевшихся почтовых марках с портретом Фейсала I были сделаны соответствующие надпечатки, и они вышли в обращение 1 апреля 1932 года[≡]. Вскоре после этого (9 мая) за ними последовали оригинальные почтовые марки предыдущего рисунка с номиналами в новой валюте (17 номиналов). Вступление на трон короля Гази I вызвало необходимость в выпуске новых марок, которые вышли в 1934 году. Рисунки марок были аналогичны выпускам Фейсала I, но в виньетке был помещён профиль Гази I[≡].
В связи с внезапной кончиной в автомобильной катастрофе Гази I и по причине малолетства его сына, в 1941—1942 годах была выпущена новая серия с изображением местных видов[≡]. Вместе с дополнительными номиналами и изменениями в цвете марок, выпущенными в следующем году, серия всего насчитывает 23 почтовые марки. В 1942 году появились первые марки с изображением Фейсала II, в то время ещё мальчика[≡]. На очередной серии почтовых марок, вышедшей в 1948 году, он уже выглядит подростком. До 1949 года издавались только стандартные марки.
Первые памятные марки Ирака (три номинала) появились в 1949 году по случаю 75-летия ВПС[≡]. Коронация Фейсала II в 1953 году была отмечена серией из трёх марок и почтового блока[≡]. С 1955 года эмиссии памятных марок в Ираке стали регулярными. Последние из стандартных марок с изображением Фейсала II вышли в обращение лишь частично перед революцией 1958 года, после чего как на выпущенных, так и на невыпущенных их типах были сделаны надпечатки.
- Марка Ирака с портретом Фейсала I и старым номиналом в пол-анны, с надпечаткой нового номинала в 3 филса, 1932 (Sc #29)[^][^]
- Марка к 75-летию Всемирного почтового союза с портретом Фейсала I, 1949 (Sc #121)[^]
- Марка в честь коронации Фейсала II, 1953 (Sc #139)[^]

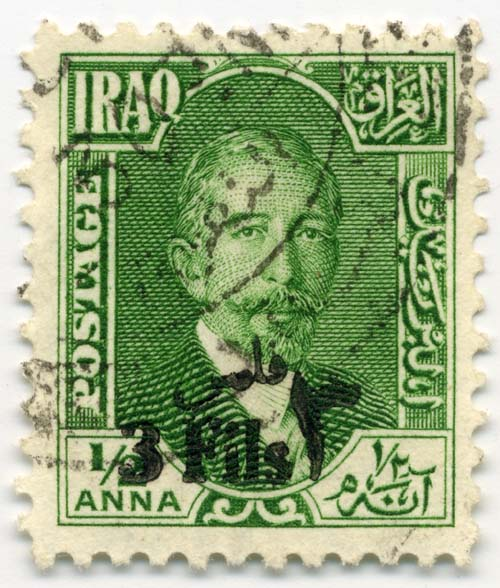
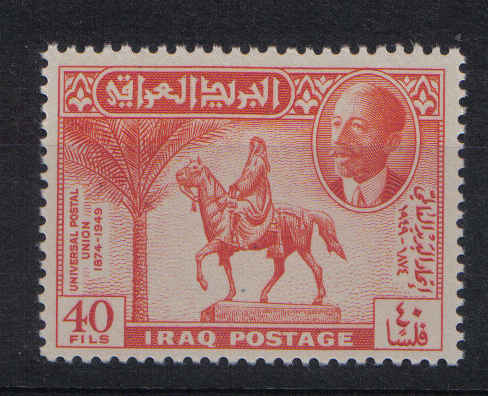
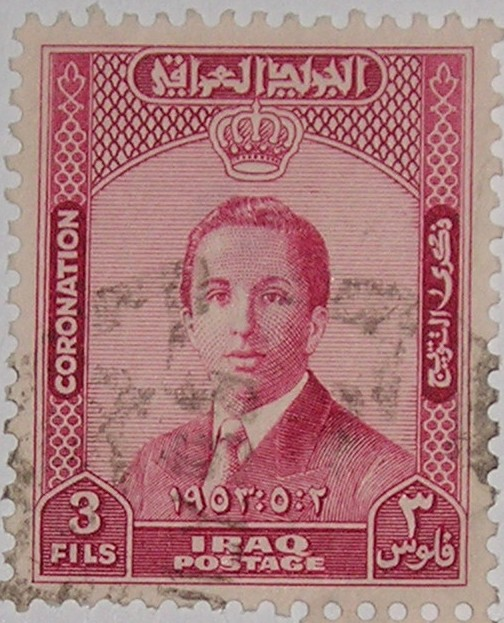

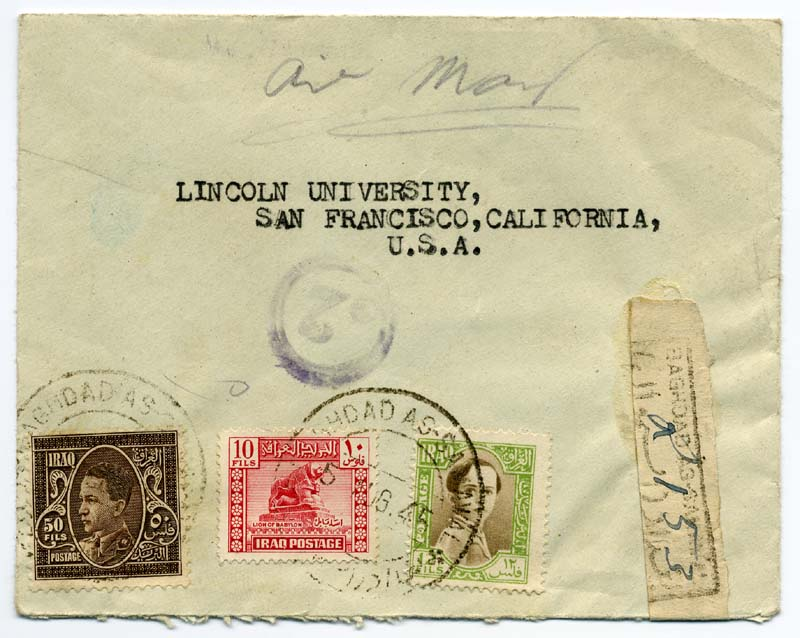
Международное заказное письмо, отправленное в августе 1945 года из Багдада в Сан-Франциско, с марками разных серий, на которых запечатлены: ; и

Первый почтовый блок был напечатан в 1948 году, и к середине 1980-х годов их было издано уже более 30 видов (не считая беззубцовых).
На оригинальных марках периода королевства (1932—1958) были указаны надписи на английском («Iraq» — «Ирак»; «Postage» — «Почтовый сбор») и арабском языках.

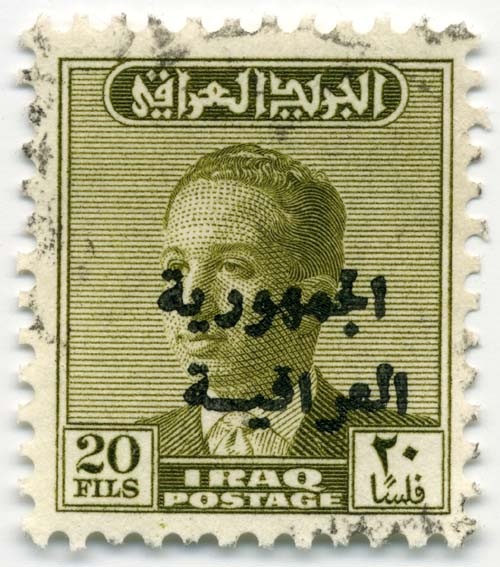

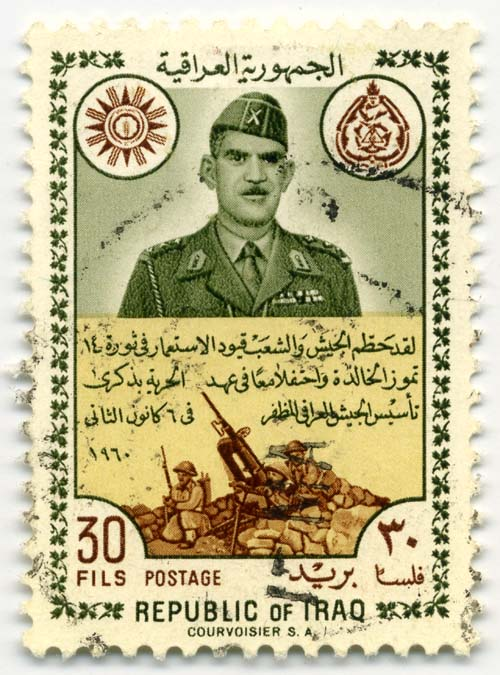

Стандартная марка с изображением древней скульптуры, 1976(Sc #766)

, сюжет которой проводил параллель между древней битвой при Кадисии (с персидской империей Сасанидов) и ирано-иракской войной 1980-х годов(Sc #1007)

### Республика Ирак
После революции 14 июля 1958 года и убийства короля Фейсала II было произведено надпечатывание всех находившихся в обращении марок Королевства Ирак. Надпись на надпечатке была выполнена на арабском языке и означала «Республика Ирак»[≡]. В январе 1959 года появилась первая серия марок с оригинальной надписью «Республика Ирак», которая была приурочена ко Дню армии.
Период пребывания у власти премьер-министра генерала Касема (1958—1963) характеризуется выпуском обычного комплекта памятных марок, на многих из которых он изображён в роли благожелательного руководителя государства[≡]. Другие выпуски марок освещали различные события в жизни страны — годовщины и дни Лиги арабских государств, панарабские игры и т. д., а также отражали те или иные международные события и организации. Памятные марки выходили по случаю национализации нефтяных месторождений, и значительное число марок было посвящено дням иракской армии и годовщинам революции.
Согласно Л. Л. Лепешинскому, всего в 1918—1963 годах в Ираке было эмитировано 358 почтовых марок и четыре блока.
После 1963 года, когда в стране произошёл очередной военный путч, на марках также изображались последующие руководители Ирака, хотя и менее часто. Саддам Хусейн в должности вице-президента впервые появился на почтовом блоке 1976 года, а уже к середине 1980-х годов стал фигурировать на значительном числе почтовых марок Ирака[≡][≡]. По словам иракских почтовых служащих, во времена правления Саддама им приходилось аккуратно гасить почтовые марки с изображением Саддама на письмах таким образом, чтобы не запечатывать его лицо почтовым штемпелем, иначе такой работник мог просто исчезнуть.
В отличие от почтовых эмиссий ряда арабских стран того же периода Ирак выпускал марки значительными тиражами. До 1980 года здесь было издано около 1400 марок (включая служебные и почтово-налоговые).
После Войны в Персидском заливе 1991 года и введения экономических санкций ООН против Ирака зарубежным компаниям было запрещено печатать иракские марки, что отразилось на оформлении и качестве издававшихся внутри страны знаков почтовой оплаты, а также вынудило надпечатывать марки прежних выпусков.

### Современность
Вторжение США и их союзников в Ирак в 2003 году привело к внезапному прекращению реализации программы эмиссии почтовых марок. Последним выпуском саддамовской эпохи стала вышедшая 5 февраля 2003 года марка, посвящённая Университету Саддама. Планировались ещё два выпуска на темы «Старые способы транспортировки» и «Народные промыслы», для которых были изготовлены пробные марки. Во время последовавшего за вторжением разграбления типография была уничтожена, но здание почтового ведомства и пробные марки уцелели. Временная администрация коалиционных сил впоследствии разрешила печатание «транспортной» серии, и они вышли в обращение 29 января 2004 года. Между тем на различных марках появились надпечатки, но ни одна из них не была разрешена официально.
На новых марках Ирака отрицаются старые сюжетные традиции и более не изображаются политики, вместо которых помещены портреты представителей иракской культуры, например, певца Надума аль-Газали (Nadhum al-Ghazali) и драматурга Хакки аль-Шибли (Haqqi al-Shibli). Почтовые миниатюры нового периода в истории страны поддерживают также такие благородные инициативы, как возвращение Ираку разграбленных во время войны произведений искусства.
Всего, по данным Иракского филателистического и нумизматического общества, с 1917 по 2009 год было выпущено 1824 почтовых марки, в том числе 24 — после падения режима Саддама Хусейна.
На марках Ирака, как и на марках ряда других мусульманских стран, указывается наступающий год Хиджры, начало которого приходится на 1 мухаррама — первого месяца лунного календаря Хиджры. Так, в 1975 году был указан 1395 год.

## Другие виды почтовых марок

### Служебные
Служебные марки были впервые эмитированы в Ираке в 1920 году в виде надпечаток на марках Турции «On State service» («На государственной службе»). По данным Л. Л. Лепешинского, за период между 1920 и 1963 годом в Ираке было издано 238 служебных марок.

### Авиапочтовые
Первые авиапочтовые марки страны были отпечатаны в 1949 году. Они имели надпись на английском («Air mail» — «Авиапочта»), и арабском языках.

### Почтово-налоговые
В 1949—1973 годах предпринимались выпуски почтово-налоговых марок. Доход от их продажи направлялся сначала в фонд помощи арабам-палестинцам, а затем в фонд защиты родины и в фонд пострадавшим от наводнения.

## Местные эмиссии
В конце XIX — начале XX веков на территории Ирака имели хождение местные почтовые марки, изготовленные как гражданскими, так и военными властями.

## Индийская почта в Ираке
Британская Индия держала собственные почтовые отделения в Багдаде и Басре с 1868 по 1914 год. При этом находившиеся в почтовом употреблении марки Британской Индии можно отличить по следующим надписям на почтовых штемпелях:
- «Baghdad» (или «Bagdad») — «Багдад»,
- «Basra» («Bussorah», или «Busreh») — «Басра».

## Британско-индийская оккупация
В 1914 году, во время Первой мировой войны, индийские и британские экспедиционные силы осуществили высадку в южной части Ирака и прошли со сражениями из Басры в Мосул. До 1918 года ими была оккупирована почти вся иракская территория. Для оплаты пересылки в отделениях полевой почты Индийского экспедиционного корпуса использовались почтовые марки Британской Индии с надпечаткой «I. E. F.» (сокращённо от англ. «Indian Expeditionary Force» — «Индийский экспедиционный корпус»).
Первое британское почтовое отделение было открыто в Багдаде в 1917 году.
В период оккупации англичане надпечатали множество османских почтовых марок. Эта группу марок ныне принято условно называть выпусками Месопотамии. В частности, с 1 сентября 1918 года в почтовом обращении использовались марки Турции 1914 года выпуска, с надпечаткой надписи на английском языке «Iraq in British Occupation» («Ирак под британской оккупацией») и новой стоимости в индийской валюте. Серия включала марки 14 номиналов («Baghdad Issue» — «багдадский выпуск»)[≡], а в 1921—1922 годах была дополнена ещё четырьмя марками («Iraq Issue» — «иракский выпуск»). Кроме того, в 1919 году был сделан «мосульский выпуск» («Mosul Issue») с надпечатками «Postage / I. E. F. 'D'» и новых номиналов[≡].
- Надпечатка «Iraq in British Occupation» («Ирак под британской оккупацией») на марке Турции — багдадский выпуск Месопотамии, 1918 (Sc #N39)[^]
- Надпечатка «I. E. F. 'D'» («Индийский экспедиционный корпус») на марке Турции — мосульский выпуск Месопотамии, 1919 (Sc #N42)[^]

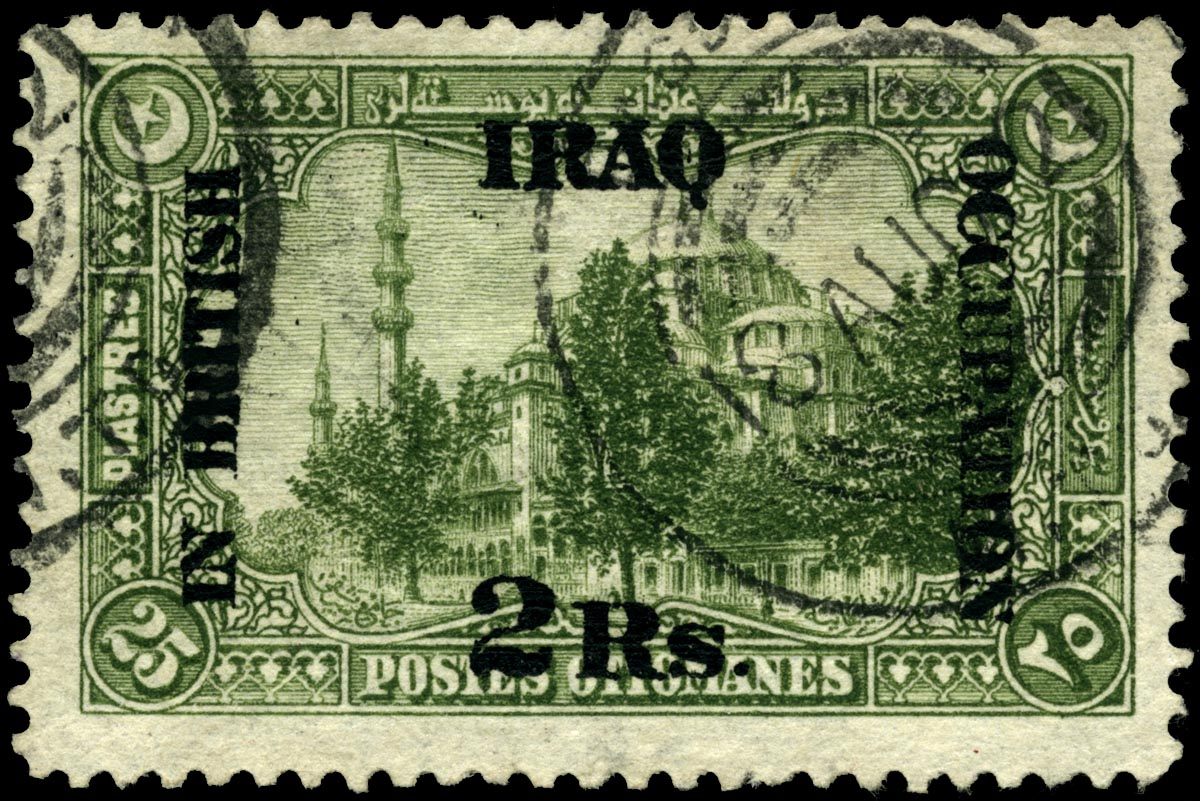
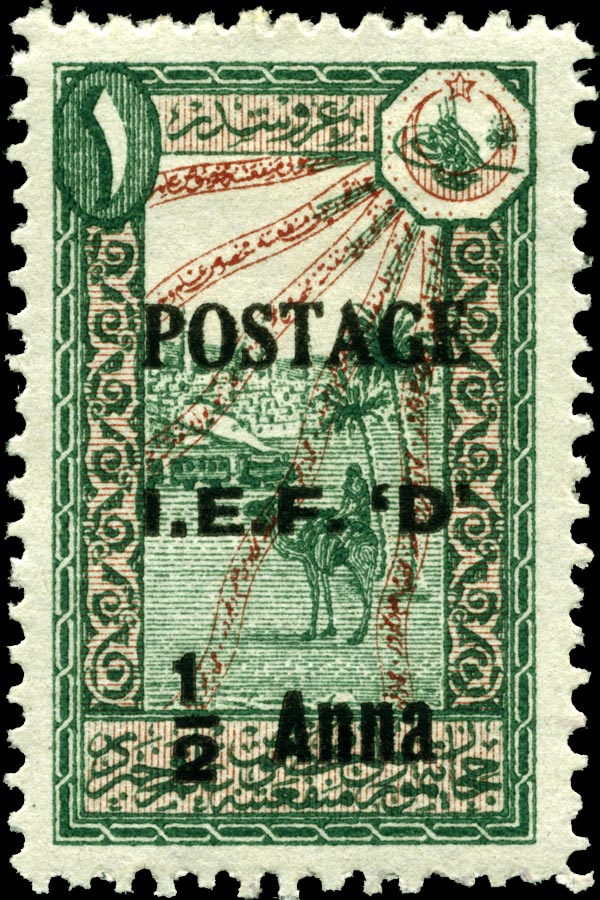

Марки 1918 года с надпечаткой «Iraq in British Occupation» («Ирак под британской оккупацией») формально также считаются первыми марками Ирака.

## Каталогизация
Марки Ирака, выходившие в 1990-е годы, не признавались американским каталогом «Скотт», который во многом опускал на своих страницах эмиссии режима Хусейна и не давал их рыночной стоимости. Это было результатом введения Соединёнными Штатами эмбарго в отношении Ирака. В то же время в каталоге «Михель» подобных пробелов нет, и он служит одним из немногих источников такой информации[≡].

## Цельные вещи

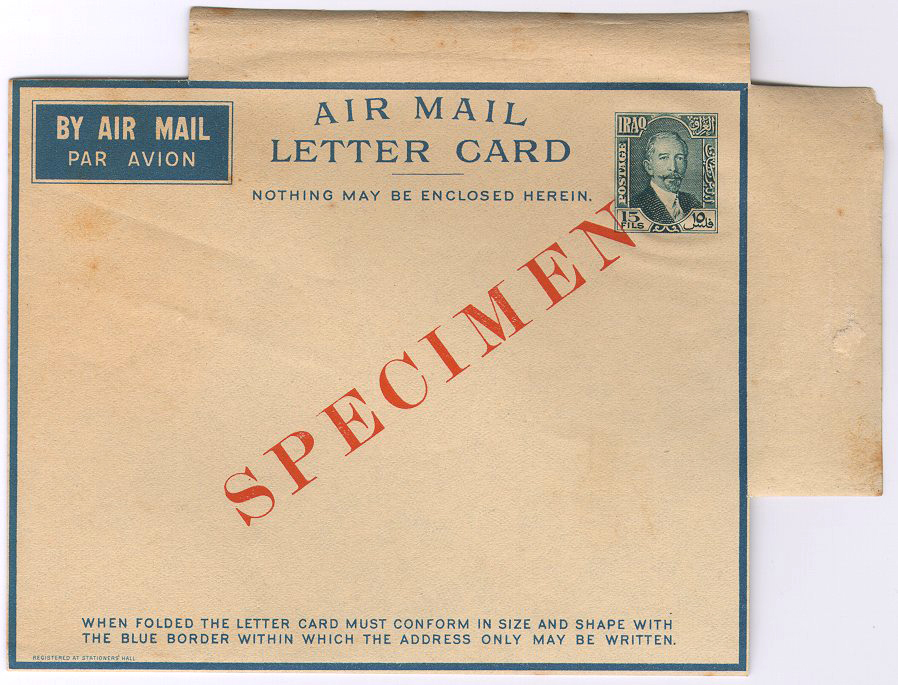

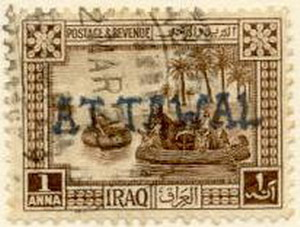

В 1933 году была издана первая аэрограмма Ирака. На ней была отпечатана марка номиналом в 15 филсов, на которой изображён король Фейсал I[≡].

## Фантастические выпуски и фальсификации
В 1960-е годы появились надпечатанные иракские марки разных периодов, якобы изготовленные от имени двух небольших пограничных нейтральных зон между Саудовской Аравией, Кувейтом и Ираком, известных под местным названием «Ат-Таваль» (At-Tawal)[≡]. На самом деле, марки надпечатывал американский школьник, решивший в шутку проверить таким образом опытность экспертов, которым эти подделки были направлены. Есть, по-видимому, и более поздние мистификации того же рода[≡].

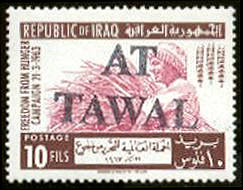

В 2004 году почтовая администрация Ирака оповестила руководящие органы ВПС о фальшивых надпечатках на некоторых иракских марках. Надпечатки содержали английскую надпись «IRAQ IN COALITION OCCUPATION» («Ирак под оккупацией коалиции») и новый номинал. Эти выпуски, распространявшиеся через Интернет в спекулятивных целях, были объявлены нелегитимными.

## Развитие филателии
Иракское филателистическое общество (впоследствии Иракское филателистическое и нумизматическое общество) было организовано в стране в 1951 году. Его 20-летие было отмечено в 1971 году двумя коммеморативными авиапочтовыми марками, на которых была помещена эмблема общества.
После иракского нападения на Кувейт в 1990 году и наложения торговых санкций ООН американские, английские и коллекционеры других стран не имели возможности покупать филателистические материалы у иракских дилеров, а филателисты страны — получать марки из-за границы. Ввиду иностранного военного вторжения в Ирак в 2003 году и последовавших шиито-суннитских конфликтов Иракское филателистическое и нумизматическое общество в течение трёх лет не проводило своих заседаний. В результате вспыхнувшего в стране мародёрства, в Багдаде в первые военные годы были разворованы почтовые отделения и существовавший там до 2003 года филателистический музей. Все коллекции музея при этом исчезли. Активными участниками и даже инициаторами этих разграблений были сами коллекционеры, которые прилично обогатились в результате подобных набегов.
В настоящее время общество возобновило свою работу, включая проведение филателистических аукционов. Официально в обществе зарегистрировано более 2000 членов, из них около 80 являются активными покупателями и продавцами марок. После свержения Саддама Хусейна резко возрос интерес к маркам Ирака с изображениями бывшего диктатора и соответственно увеличилась в десятки раз их рыночная стоимость.
В 2009 году общество участвовало в национальной филателистической выставке, приуроченной к 87-й годовщине вступления Ирака в ВПС и организованной Министерством связи страны, которая проводилась впервые после 2003 года. Правительство Ирака наложило при этом запрет на демонстрацию миниатюр с портретом Хусейна и потребовало закрывать его изображения на экспонируемых марках. Это вызвало возмущение среди иракских филателистов.
Иракское филателистическое и нумизматическое общество входит в Федерацию межазиатской филателии (Federation of Inter-Asian Philately, или FIAP), которая является подразделением Международной федерации филателии. В сентябре 2010 года коллекционеры из Ирака приняли участие в Арабской выставке почтовых марок в Шардже (Sharjah Arabian Stamp Exhibition — SHARJAH 2010).